# Pitkäsaari (ö i Finland, Birkaland, Tammerfors, lat 61,70, long 24,20)
Pitkäsaari är en ö i Finland. Den ligger i sjön Sääksjärvi och i kommunen Orivesi i den ekonomiska regionen Tammerfors och landskapet Birkaland, i den södra delen av landet, 170 km norr om huvudstaden Helsingfors. Öns area är 1,3 hektar och dess största längd är 220 meter i sydöst-nordvästlig riktning.